# Medicina do trabalho
Medicina do trabalho é um ramo da medicina que lida com as relações entre homens e mulheres trabalhadores e seu trabalho, visando não somente a prevenção dos acidentes e das doenças do trabalho, mas a promoção da saúde e da qualidade de vida. Tem por objetivo assegurar ou facilitar aos indivíduos e ao coletivo de trabalhadores a melhoria contínua das condições de saúde, nas dimensões física e mental, e a interação saudável entre as pessoas e, estas, com seu ambiente social e o trabalho. O médico do trabalho avalia a capacidade do candidato a determinado trabalho e realiza reavaliações periódicas de sua saúde dando ênfase aos riscos ocupacionais aos quais este trabalhador fica exposto.
A medicina do trabalho está construída sobre dois pilares: a Clínica e a Saúde Pública. Sua ação está orientada para a prevenção e a assistência do trabalhador vítima de acidente, doença ou de incapacidade relacionados ao trabalho e, também, para a promoção da saúde, do bem estar e da produtividade dos trabalhadores, suas famílias e a comunidade.
A ciência que estuda os acidentes e as doenças do trabalho é chamada de infortunística.